# Hydraena arizonica
Hydraena arizonica är en skalbaggsart som beskrevs av Perkins 1980. Hydraena arizonica ingår i släktet Hydraena och familjen vattenbrynsbaggar. Inga underarter finns listade i Catalogue of Life.